# Amphithéâtre de Chester
L'Amphithéâtre de Chester fut construit à l'extérieur de l'angle sud-est de la forteresse romaine de Deva Victrix situé en Bretagne (aujourd'hui en Angleterre dans la ville de Chester à seulement quelques minutes de marche du centre-ville moderne).

## Construction
Il eut deux phases de construction, toutes les deux en pierre.
La première construction faisait état d'un petit amphithéâtre en pierre, avec les gradins en bois, qui fut remplacé par un grand amphithéâtre avec les voûtes et contreforts en pierre.
D'ailleurs, les archéologues ont d’abord pensé que le gradin supérieur était en bois mais ont ensuite découvert qu’il était en pierre et mesurait 10 mètres de haut. « Cet étage supplémentaire a dû être ajouté en raison du succès de l’amphithéâtre », a expliqué Dan Garner. Ça devait être une structure très impressionnante.
Il possédait deux entrées, l'une au Nord et l'autre au Sud.

## Histoire
L'amphithéâtre dominait la partie sud-est de la forteresse, dressant ses murs impressionnants au-dessus de la rivière, un point de repère pour les voyageurs venant du sud, de l'est et de l'ouest, et un symbole de la puissance et de la domination romaine.
L'amphithéâtre pourrait avoir été lié à des traditions de martyrs chrétiens.
Au IVe ou au début du Ve siècle, la forteresse romaine fut abandonnée en tant que base militaire et l'amphithéâtre devint un siège fortifié pour l'élite locale.
Une bonne partie des pierres employées durant le Moyen Âge dans la ville de Chester est supposée provenir de l'amphithéâtre.

## Projet

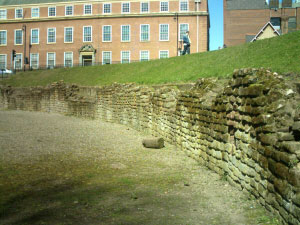
Les restes de l'amphithéâtre de Chester

Ce ne fut que récemment, en 1929, qu'on découvrit que Chester possédait un amphithéâtre romain.
Par ailleurs, depuis quelques années, l'amphithéâtre est devenu sujet à polémique : de nombreux habitants et organisations de la ville de Chester affirment que le potentiel, tant archéologique que commercial du site, n'est pas suffisamment exploité. Tristement, ils le considèrent donc comme sous-exploité et comme une dépression partiellement fouillée, entourée par la circulation et signalée uniquement par deux simples panneaux négligés et traversée de part en part d'un haut mur blanc.
Ainsi, des groupes de pression ont commencé à exiger des actes sincères de la part de la ville et de English Heritage (Patrimoine Anglais), le gardien du site.
Et c'est en 2003 que le projet de l'amphithéâtre de Chester fut mis en place par le conseil municipal de Chester et English Heritage en vue de fournir des données concrètes pour argumenter un débat en profondeur sur la mise en valeur, l'interprétation et la gestion du site et de ses environs.

## Source
- [PDF] http://www.in-situ.be/contrib_5_fr.pdf
- (en) Carlotta Gardner, « Chester, Cheshire : Assessment of Evidence for Metal Working from Chester Amphitheatre report », Research Archaeological Report, English Heritage, no 26,‎ 2009 (lire en ligne [PDF], consulté le 9 juin 2018).